# Donald Dewar
Donald Campbell Dewar (Glasgow, 21 d'agost del 1937 – Edimburg, 11 d'octubre del 2000) va ser un polític laborista escocès, membre del Parlament Escocès (MSP) des de la seva creació el 1999. Durant aquest temps, a més de liderar el Partit Laborista escocès, va ser el primer Primer ministre d'Escòcia.
Dewar va estudiar Història i Dret a la Universitat de Glasgow. El 1966, dos anys després de graduar-se, va ser escollit per primera vegada a la Cambra dels comuns per Aberdeen South. En no poder renovar el seu escó el 1970, no va tornar a la càmera fins al 1978. A partir aquest any va romandre al Parlament fins a la seva mort. Com a membre de l'oposició va ocupar el càrrec de secretari d'Estat del consell de l'oposició (shadow secretary) per a Escòcia al gabinet opositor de Neil Kinnock, des de 1983 fins al 1992, i el de secretari d'Estat del consell de l'oposició per a seguretat social dels gabinets opositors de John Smith, Margaret Beckett i Tony Blair, des de 1992 fins que Blair el va nomenar cap de disciplina a la Cambra dels comuns el 1995.
Quan Tony Blair va esdevenir primer ministre el 1997, Dewar va esdevenir secretari d'Estat per a Escòcia (ministre). Aquest mateix any es va organitzar un referèndum sobre l'establiment d'un Parlament i un poder executiu escocès, que Dewar va impulsar activament. El resultat de la consulta va ser positiu i el 1999 es van celebrar les primeres eleccions parlamentàries. El Partit Laborista escocès va resultar victoriós i Dewar va ser escollit primer ministre pel nou Parlament. Entre les seves accions com a primer ministre van destacar el projecte de llei per millorar els estàndards de qualitat de les escoles públiques escoceses, el de protecció dels drets i interessos dels adults incapacitats i el de la creació de parcs nacionals, així com l'abolició de la llei de tinença feudal i de l'article 28, 2A, una controvertida llei de Thatcher de 1988 que prohibia la «promoció de l'homosexualitat com una variant normal de vida familiar» pels poders públics.
El 10 d'octubre del 2000, Dewar va patir una caiguda a la residència oficial del primer ministre, la Bute House, que li va provocar una hemorràgia cerebral. Va morir l'endemà al Western General Hospital, Edimburg. La reina Elisabeth II li va dedicar un homenatge pòstum, igual que Tony Blair, qui el va descriure com un «amic extraordinari». La mort de Donald Dewar va ser considerada una «gran pèrdua» pel poble escocès, que ho recorda com el «pare de la nació». Va ser succeït pel seu ministre de Foment i Educació Permanent, Henry McLeish, després d'un breu període en el qual Jim Wallace va estar al capdavant del govern.
Dewar va estar casat amb Alison Mary McNair des de 1964 fins al 1972, quan ella el va deixar pel seu amic, Derry Irvine. Amb McNair va tenir dos fills, Marion i Ian.

## Primers anys
Donald Dewar va néixer el 1937 a Glasgow, al si d'una família de classe mitja. Va ser el fill únic de Mary Bennet i el dermatòleg Alisdair Dewar. Des molt jove Dewar va afrontar els problemes de salut de la seva família: el seu pare patia de tuberculosi, mentre que la seva mare patia d'un tumor cerebral benigne per la qual cosa va ser sotmesa a una operació. A causa d'això, va ingressar en un internat en Perthshire quan només tenia dos anys i després es va traslladar al sud per ingressar a un altre internat a Bonchester Bridge, prop de Hawick. Allà va romandre fins als nou anys, quan va tornar a Glasgow per continuar la seva educació a l'escola primària de Mosspark, on va viure un de «els seus pitjors anys» en ser víctima de l'assetjament escolar. Després va estudiar a la Glasgow Academy, on va començar a demostrar habilitats pel debat. El 1957 es va unir al Partit Laborista.
Va realitzar els seus estudis universitaris a la Universitat de Glasgow, on es va graduar en Història el 1961 i en Dret el 1964. Va integrar la societat dialèctica de la Universitat i va ser editor del Glasgow University Guardian (1959-1960), a més de presidir el club laborista (1961-1962) i el consell estudiantil de la institució (1962-1963). Durant la seva estada a la universitat va establir amistats amb d'altres estudiants que posteriorment esdevindrien destacades figures de la política, com ara John Smith, qui ho va antecedir com a president del club laborista de la universitat i després va ser líder del Partit Laborista; de Menzies Campbell, futur capdavanter del Partit Liberal Demòcrata, i de Derry Irvine, que es va convertir en lord canceller del gabinet de Tony Blair. A les eleccions del 1964, amb 27 anys, va ser el candidat laborista per a membre del Parlament del Regne Unit (MP) per Aberdeen South. Amb 21 926 vots, va ser derrotat per la candidata conservadora, Priscilla Tweedsmuir, qui es va imposar per una diferència de 3898 vots.

## Membre del Parlament del Regne Unit

### Backbencher
Menys de dos anys després, a les eleccions del 1966, Dewar va tornar a disputar l'escó amb Priscilla Tweedsmuir. En aquesta ocasió va resultar guanyador amb una diferència de 1799 vots i va entrar al Parlament com MP backbencher amb només 28 anys.
Dewar va promoure fallits projectes de llei per a què Escòcia tingués una llei de divorci alineada amb la d'Anglaterra i per abolir el veredicte de «sense proves» (not proven).[n. 2]
Ja en aquesta època va advocar per la devolució escocesa o restitució del Parlament escocès. El 1967, Dewar va votar a favor de la legalització de l'avortament per professionals registrats i amb regulació del National Health Service, la qual cosa li portaria problemes per la seva candidatura del 1978. Dewar també va votar a favor de prohibir la cacera de llebres, despenalitzar l'homosexualitat masculina, facilitar les lleis de divorci i d'abolir permanentment la pena capital.
El 1967, el llavors secretari (ministre) d'Educació, Anthony Crosland, el va triar com el seu Parliamentary Private Secretary (PPS) en anglès –«secretari privat per al Parlament» –.[n. 3] No obstant això, Dewar no va entaular una bona relació amb ell, i el va descriure com un «home molt extravagant». Va ocupar aquest lloc fins al 1969. En aquest any, es va oposar a la visita de la selecció de rugbi de Sud-àfrica a Aberdeen, com a part d'una campanya nacional de boicot a les seleccions esportives sud-africanes per protestar contra l'apartheid. A les eleccions del 1970, Dewar va perdre el seu escó en obtenir 22 754 vots davant dels 23 843 del conservador Iain Sproat.
El 18 d'abril del 1978, després de perdre diverses eleccions i romandre vuit anys allunyat de Westminster, Dewar va aconseguir un escó per Glasgow Garscadden amb 16 507 vots contra 11 955 de l'SNP, reemplaçant el seu amic William Small, que havia mort inesperadament al gener d'aquest mateix any. En aquesta elecció, Dewar es va veure embolicat en una polèmica pel seu suport a la legalització de l'avortament. Al Referèndum escocès del 1979, primer cercant la devolució, Dewar, al costat del conservador Alick Buchanan-Smith i el liberal Russell Johnston, va fer campanya a favor del «sí». Malgrat haver obtingut un 51,6 % de vots a favor, amb una participació del 63,8 %, no es va aconseguir el 40 % de vots a favor necessari sobre el total de l'electorat: només un 32,9 % va votar a favor, 30,8 % va votar en contra i el 36,3 % es va abstenir. El fracàs del referèndum va precipitar la caiguda del govern laborista.

### Frontbencheren l'oposició
Donald Dewar va ser líder del comitè d'assumptes escocesos de la Cambra dels comuns. El novembre del 1980, quan Michael Foot va ser triat líder del partit, Dewar va passar a ésser frontbencher de l'oposició com a portaveu d'assumptes escocesos. El 1981, degut a les disputes internes dins el Partit Laborista, Dewar gairebé va ser apartat de la candidatura del partit per a l'escó en la seva circumscripció.
El novembre del 1983, va ser triat secretari d'Estat en l'ombra per a Escòcia del gabinet opositor de Neil Kinnock. Des d'aquest lloc va tractar de salvar diverses indústries escoceses com ara Ravenscraig Steelworks, que després de ser tancada va provocar la pèrdua de 700 llocs de treball i més de 10 000 llocs relacionats. A les eleccions del 1987, Dewar es va oposar ferventment al pla del govern conservador de Margaret Thatcher per introduir l'Impost de la Comunitat a Escòcia abans que a la resta del Regne Unit.[n. 5] Aquesta mesura, que va precipitar la caiguda de Thatcher, finalment es va implementar a Escòcia l'any 1989, un any abans que a la resta del Regne Unit. El successor de Thatcher, John Major, la va abolir i el 2006, el conservador David Cameron li va demanar disculpes al poble escocès pel tractament d'Escòcia com un «laboratori per a l'experimentació» durant el govern thatcherista.
En els darrers anys de la dècada dels vuitanta, Dewar va portar al Partit Laborista escocès a una convenció constituent per fer una declaració de principis, entre els quals s'incloïa la creació del Parlament escocès.[55] Dewar després va dir al respecte: «Volíem ampliar la base, sabíem que en el partit hi havia molt bona disposició a favor de la devolució, però també existia el perill que semblés la iniciativa d'un sol partit».
Va ocupar el seu càrrec fins al 1992, quan John Smith el va nomenar secretari d'Estat en l'ombra per a seguretat social. Com a tal, Dewar va crear una comissió per dissenyar la política del partit sobre aquest assumpte. Durant l'acompliment d'aquest càrrec també es va manifestar en contra d'afegir l'IVA al combustible i va cridar l'atenció al govern per insinuar que els pares solters «eren uns irresponsables marginats socials». Després de la mort de Smith al maig del 1994 i un breu període de Margaret Beckett al capdavant del partit, Tony Blair va ser triat líder del Partit Laborista al juliol d'aquest mateix any, i va mantenir a Dewar en seguretat social fins al 1995, quan el va nomenar cap de disciplina del Partit Laborista, una decisió que «molts van considerar incomprensible» i Blair va justificar dient que «el PLP tenia una confiança increïble en ell».